# Lindneromyia angustifrons
Lindneromyia angustifrons är en tvåvingeart som först beskrevs av Oldenberg 1917.  Lindneromyia angustifrons ingår i släktet Lindneromyia och familjen svampflugor.
Artens utbredningsområde är Paraguay. Inga underarter finns listade i Catalogue of Life.